# Collegio di Glenrothes and Mid Fife
Glenrothes and Mid Fife è un collegio elettorale scozzese della Camera dei Comuni del Parlamento del Regno Unito. Elegge un membro del Parlamento con il sistema first-past-the-post, ossia maggioritario a turno unico; il rappresentante del collegio, dal 2024, è il laburista Richard Baker.

## Estensione
Il collegio comprende i seguenti ward del Fife: Lochgelly, Cardenden and Benarty, Glenrothes West and Kinglassie, Glenrothes North, Leslie and Markinch, Glenrothes Central and Thornton, Buckhaven, Methil and Wemyss Villages e parte di Cowdenbeath.

## Membri del parlamento
| Elezione | Elezione | Deputato      | Partito   |
| -------- | -------- | ------------- | --------- |
|          | 2024     | Richard Baker | Laburista |

## Risultati elettorali

### Elezioni negli anni 2020
| Partito                    | Partito                                      | Candidato                  | Risultati 4 luglio 2024 | Risultati 4 luglio 2024 |
| Partito                    | Partito                                      | Candidato                  | Voti                    | %                       |
| -------------------------- | -------------------------------------------- | -------------------------- | ----------------------- | ----------------------- |
|                            | Laburista                                    | Richard Baker              | 15 994                  | 44,26                   |
|                            | SNP                                          | John Beare                 | 13 040                  | 36,08                   |
|                            | Conservatore                                 | Debbie MacCallum           | 1 973                   | 5,46                    |
|                            | Lib Dem                                      | Jill Reilly                | 1 604                   | 4,44                    |
|                            | Reform UK                                    | Ian Smith                  | 3 528                   | 9,76                    |
|                            |                                              |                            |                         |                         |
| Iscritti                   | Iscritti                                     | Iscritti                   | 70 655                  | 100,00                  |
| ↳ Votanti (% su iscritti)  | ↳ Votanti (% su iscritti)                    | ↳ Votanti (% su iscritti)  | 36 139                  | 51,15                   |
| ↳ Astenuti (% su iscritti) | ↳ Astenuti (% su iscritti)                   | ↳ Astenuti (% su iscritti) | 34 516                  | 48,85                   |
|                            |                                              |                            |                         |                         |
|                            | Esito: collegio a Laburista (nuovo collegio) |                            |                         |                         |